# Mark-Lee Kirk
Charles Mark-Lee Kirk (* 16. Mai 1895 in Pittsburgh, Pennsylvania; † 10. Dezember 1969 in Los Angeles) war ein US-amerikanischer Filmarchitekt.

## Leben und Wirken
Kirk verlebte seine Kindheit in Allegheny, heute ein Stadtteil von Pittsburgh, ehe er als junger Erwachsener (noch in den 1910er-Jahren) nach New York ging, wo er sich ausbilden ließ. Bereits beim Zensus 1920 gab er als Beruf „Designer“ an. Im Jahr darauf ist er erstmals als Filmarchitekt nachweisbar. In dieser Funktion sorgte er für die Kulissen bei D. W. Griffiths groß angelegtem Revolutionsdrama Zwei Waisen im Sturm der Zeit, das vor allem „wegen der realistischen Qualität der Außenbauten legendär geworden ist.“ Kirk arbeitete noch bis 1926 regelmäßig für Griffiths Inszenierungen, danach begann vorübergehend sein Karriereabstieg.
Bis zu Beginn der 1930er-Jahre, als er für die Paramount Pictures in den New Yorker Astoria Studios tätig war, erhielt Kirk vom Film keine Aufträge. Danach musste er sich häufig Aufträge für Filmarchitekturen mit Kollegen teilen. Zu dieser Zeit war er bei der Produktionsfirma RKO Pictures fest angestellt. Aus nicht bekannten Gründen beendete Kirk 1935 seine Arbeit unter dem Signum Charles M. Kirk und war fortan nur noch als Mark-Lee Kirk tätig. Einhergehend mit dem Namenswechsel erfolgte auch sein Wechsel zu einem neuen Arbeitgeber, der 20th Century Fox. Dieser Firma blieb er bis zu seinem Ausscheiden 1959 treu und entwarf für sie eine Fülle von Bauten zu ambitionierten wie teuer hergestellten A-Produktionen, darunter Der junge Mr. Lincoln, Früchte des Zorns, Kennwort 777, Tabu der Gerechten, Prinz Eisenherz, Bus Stop, Zwischen Madrid und Paris und der Western Bravados. Nach seiner Arbeit an dem Melodram Alle meine Träume zog sich Charles Mark-Lee Kirk ins Privatleben zurück.
Kirk starb zwei Wochen vor Heiligabend 1969. Fünf Tage nach seinem Tod wurde er in seiner Heimatstadt Pittsburgh auf dem Union Dale Cemetery beerdigt.

## Filmografie
| - 1921: Zwei Waisen im Sturm der Zeit (Orphans of the Storm) - 1922: Eine geheimnisvolle Nacht (One Exciting Night) - 1923: The White Rose - 1924: America - 1925: Sally of the Sawdust - 1925: Die Tat ohne Zeugen (That Royle Girl) - 1926: Aloma, die Blume der Südsee (Aloma of the South Seas) - 1926: Lord Satanas (The Sorrows of Satan) - 1931: Horror Among Lovers - 1933: Ann Vickers - 1933: Two Alone - 1934: The Richest Girl in the World - 1934: Nowak liebt Amerika (Romance in Manhattan) - 1934: Captain Hurricane - 1934: The Life of Vergie Winters - 1935: Der Verräter (The Informer) - 1935: Jalna - 1935: Seven Keys to Baldpate - 1936: Das große Weltwunder (The Country Doctor) - 1936: Frauenehre (Private Number) - 1936: Die Eisprinzessin (One in a Million) - 1937: Thin Ice - 1937: Die Eiskönigin (Happy Landing) - 1937: Entführt (Kidnapped) - 1938: My Lucky Star - 1938: Liebe und Leben des Telefonbauers A. G. Bell (The Story of Alexander Graham Bell) - 1939: Der junge Mr. Lincoln (Young Mr. Lincoln) - 1939: Trommeln am Mohawk (Drums Along the Mohawk) - 1939: Früchte des Zorns (The Grapes of Wrath) | - 1940: Meine Lieblingsfrau (My Favorite Wife) - 1940: Fräulein Kitty (Kitty Foyle) - 1941: Tom, Dick und Harry (Tom, Dick and Harry) - 1942: Unser trautes Heim (George Washington Slept Here) - 1942: Von Agenten gejagt - 1943: The Fallen Sparrow - 1944: Skandal bei Hofe (A Royal Scandal) - 1945: Verliebte Jugend (Junior Miss) - 1946: Karneval in Costa Rica (Carnival in Costa Rica) - 1946: Moss Rose - 1947: Tabu der Gerechten (Gentleman’s Agreement) - 1947: Kennwort 777 (Call Northside 777) - 1947: Karneval in Costa Rica (Carnival in Costa Rica) - 1948: In den Klauen des Borgia (Prince of Foxes) - 1950: Stella - 1952: Gesetz der Peitsche (Kangaroo) - 1952: König der Gauchos (Way of a Gaucho) - 1953: Weiße Frau am Kongo (White Witch Doctor) - 1954: Prinz Eisenherz (Prince Valiant) - 1954: König der Schauspieler (Prince of Players) - 1955: Drei Rivalen (The Tall Men) - 1955: Guten Morgen, Miss Fink (Good Morning Miss Dove) - 1956: Bus Stop - 1956: Die unsichtbare Front (Three Brave Men) - 1956: Zwischen Madrid und Paris (The Sun Also Rises) - 1957: Geschenk der Liebe (The Gift of Love) - 1957: Bravados - 1958: Der ehrbare Bigamist (The Remarkable Mr. Pennypacker) - 1958: Der Zwang zum Bösen (Compulsion) - 1959: Alle meine Träume (The Best of Everything) |